# Rudolf czerwononosy renifer
Rudolf czerwononosy renifer (ang. Rudolph the Red-Nosed Reindeer: The Movie) – amerykański film animowany z 1998 roku na podst. opowiadania Roberta L. Maya pod tym samym tytułem. 

## Fabuła
Na Biegunie Północnym wróżki polarnych zórz są świadkami narodzin dziecka jednego z reniferów Świętego Mikołaja – Śmiałka. Młode otrzymuje imię Rudolf. Jednak uwagę wszystkich przykuwa czerwony i świecący nos Rudolfa, co powoduje drwiny ze strony innych reniferów i elfów. Tymczasem dwóch elfów dostarczających pocztę – Psotek i Trąbka przypadkiem niszczą lodowy ogród czarownicy Mrozeldy. Gdy Mikołaj odmawia jej wydania Psotka i Trąbki, wiedźma zamyka most umożliwiający opuszczenie Bieguna Północnego i zagraża światową śnieżycą w przypadku jego przekroczenia.
Kilka lat później Rudolf ma nieprzyjemności w szkole z powodu swego nosa, wspiera go jedynie młoda łania Fiołek. Także Mikołaj mówi mu, że ważne jest wnętrze i ma najszlachetniejsze serce ze wszystkich. Mija następne kilka lat i zorganizowany zostaje turniej, w którym zwycięskie renifery będą miały szansę trafić do zaprzęgu świętego Mikołaja. Podczas pierwszej konkurencji Rudolf idzie w łeb w łeb ze swym kuzynem Narcyzem i dzięki świecącemu nosowi wygrywa wyścig. Jednak przez to zostaje zdyskwalifikowany i wykluczony z rozgrywek.
Rozżalony Rudolf opuszcza miasteczko Świętego Mikołaja i znajduje nocleg w górskich grotach. Tam zaprzyjaźnia się z lisem polarnym Zgrywusem i niedźwiedziem polarnym Leonardem, którym nie przeszkadza nos renifera. Tymczasem Fiołek wyrusza na poszukiwania Rudolfa i niefortunnie przekracza most Mrozeldy, która ją więzi. Wróżki polarnych zórz informują o tym Rudolfa i uczą go używać nosa, który czyni go wybrańcem rozświetlania całego świata. Leonard prowadzi Rudolfa przez tajemne katakumby w zamku Mrozeldy. Tymczasem Psotek i Trąbka wysłani przez Mikołaja poszukują zaginionych Rudolfa i Fiołka.
Rudolf i Leonard odnajdują Fiołek, ale szybko zostają schwytani przez Mrozeldę. Wyjaśnia ona, że nienawidzi Mikołaja i cieszy ją, że wywoła śnieżycę akurat w Gwiazdkę. W niewoli Rudolf i Fiołek wyznają sobie miłość. Z pomocą więźniom przychodzi Zgrywus, który zdobywa klucze, ale gdy usiłują uciec, budzi się Mrozelda. Rudolf oślepia ją blaskiem swego nosa i ta spada z wysokości. Rudolf z przyjaciółmi ratuje Mrozeldę, które jest zobowiązana do spełnienia życzenia Rudolfa. Ten życzy, by Mrozelda stała się dobra. Niestety po przemianie czarownica nie może odwołać zamieci.
Psotek i Trąbka odnajdują Rudolfa i przyjaciół i odwożą ich do domu. Na widok śnieżycy Mikołaj chce zrezygnować ze świątecznego obiadu, jednak zamierza wykorzystać nos Rudolfa do oświetlenia bezpiecznej drogi. Od tego momentu Rudolf staje się stałym członkiem zaprzęgu świętego Mikołaja. Zaś Mrozeldzie jest ofiarowana odbudowana lodowa rzeźba i od tej pory żyje w zgodzie z resztą mieszkańców Bieguna północnego.

## Obsada
- Kathleen Barr –
  - Rudolf (dialogi)
  - Mgiełka
- Michael Lloyd – Rudolf (śpiew)
- Eric Pospisil – młody Rudolf
- Myriam Sirois –
  - Fiołek (dialogi)
  - Tęcza,
  - uczennica z klasy Rudolfa
- Debbie Lytton – Fiołek (śpiew)
- Vanessa Morley – młoda Fiołek
- John Goodman – Święty Mikołaj
- Whoopi Goldberg – Mrozelda, Zła Królowa Lodu (dialogi)
- Carmen Twillie – Mrozelda, Zła Królowa Lodu (śpiew)
- Eric Idle – Zgrywus
- Bob Newhart – Leonard
- Garry Chalk – Śmiałek
- Debbie Reynolds –
  - Lilia,
  - Pani Mikołajowa,
  - pani Mądrusia
- Richard Simmons – Psotek
- Alec Willows –
  - Trąbka,
  - Waleczny
- Matt Hill –
  - Narcyz,
  - Zefir
- Christopher Gray – młody Narcyz
- Lee Tockar –
  - Zgryźlik,
  - Milo,
  - Skwarek
- Elizabeth Carol Savenkoff –
  - Jutrzenka,
  - jeden z elfów,
  - matka Fiołka
- Cathy Weseluck –
  - Skierka,
  - jeden z elfów
- David Kaye – Kupidyn
- Colin Murdock – Kometa
- Paul Dobson –
  - Strzała,
  - sędzia
- Terry Klassen – Walczyk

## Wersja polska
Wersja polska: Studio Paanfilm

Reżyseria, dialogi oraz teksty piosenek: Dariusz Dunowski

Dźwięk i montaż: Michał Skarżyński

Kierownictwo produkcji: Lidia Masiak

Kierownictwo muzyczne: Mirosław Janowski

Piosenki śpiewali: Zbigniew Wodecki i Mieczysław Szcześniak oraz Wojciech Paszkowski, Monika Wierzbicka, Anna Apostolakis

Wystąpili:
- Marcin Kudełka – Rudolf
- Jacek Sołtysiak – młody Rudolf
- Jolanta Fraszyńska – Fiołek (dialogi)
- Katarzyna Pysiak – Fiołek (śpiew)
- Agnieszka Kunikowska –
  - Młoda Fiołek,
  - Tęcza (dialogi)
- Jan Prochyra – Święty Mikołaj
- Jolanta Wołłejko – Pani Mikołajowa
- Stanisława Celińska – Mrozelda, Zła Królowa Lodu
- Jacek Kawalec – Zgrywus
- Jan Kociniak – Leonard
- Olgierd Łukaszewicz – Śmiałek (dialogi)
- Jacek Mikołajczak – Śmiałek (śpiew)
- Marzena Trybała – Lilia (dialogi)
- Małgorzata Fus – Lilia (śpiew)
- Maciej Damięcki – Psotek
- Damian Damięcki – Trąbka
- Radosław Pazura – Narcyz
- Janusz Wituch – młody Narcyz
- Grzegorz Wons –
  - Zgryźlik,
  - Kometa
- Małgorzata Foremniak – Jutrzenka (dialogi)
- Beata Jankowska – Jutrzenka (śpiew)
- Beata Łuczak – Skierka
- Anna Apostolakis –
  - Tęcza (śpiew),
  - gwary
- Monika Wierzbicka –
  - Mgiełka,
  - gwary
- Wojciech Machnicki – Kupidyn
- Wojciech Paszkowski –
  - Strzała,
  - jeden z elfów,
  - gwary
- Tomasz Grochoczyński –
  - Walczyk,
  - sędzia
- Sławomir Pacek – Waleczny
- Andrzej Gawroński – Skwarek
- Przemysław Nikiel – Zefir
- Magdalena Wołłejko – pani Mądrusia
- Mieczysław Gajda – Milo